# 地理学における説明
『地理学における説明』（Explanation in Geography）とは1969年にイギリス出身の地理学者デヴィッド・ハーヴェイにより書かれた著作である。
1935年に生まれたハーヴェイはケンブリッジ大学の地理学科で地理学を学んで1961年に学位を取得しているが、1960年代の地理学会ではワシントン大学を中心とする計量革命と呼ばれる地理学の革新が注目を集めていた。ハーヴェイはこのような計量革命の下で定量的方法を地理学に導入しようとしたが、その研究成果は期待したほど思わしくなかった。ハーヴェイはここに計量革命によってもたらされた地理学の方法論について批判的に考察する必要を認めるに至った。本書はそのようなハーヴェイの関心の研究成果であり、地理学の理論やモデルを個別に検討し、また単に計量化を発展させるのではなく、それらを総合できるような理論枠組みを提唱する理論的な研究として評価を受けた。本書は第1篇哲学・方法論・説明、第2篇地理学における方法論的背景と説明、第3篇地理学の説明における理論・法則・モデルの役割、第4篇地理学的説明のためのモデル言語から構成されている。
ハーヴェイが本書で扱っている問題は地理学の学問としての理論的基盤に係わる問題である。ハーヴェイは地理学の学問としての目標と方法論の基盤について着目し、地理学の本質についての哲学的な基礎付けを試みる。そして地理学は地域的な差異を記述し説明する学問であるが、それは何のために、またどのように行われなければならないだろうか、ということが中心的な考慮事項とする。ハーヴェイはこれまでの地理学の研究がデータの分類や整理だけで地理学的な原理を定式化することができなかったことに地理学の理論的欠陥を見出している。ハーヴェイが提案する地理学理論の基盤は概念の枠組みである幾何学や確率論を地理学へ応用したものである。これは地理学の問題を数学の言語に一度翻訳することで問題を解決する方法であり、単なる計量化を意味するわけではない。

## 文献情報
- Explanation in Geography, (Edward Arnold, 1969).
  - 松本正美訳『地理学基礎論――地理学における説明』（古今書院, 1979年）